# پیاده‌روی مشاهیر هالیوود

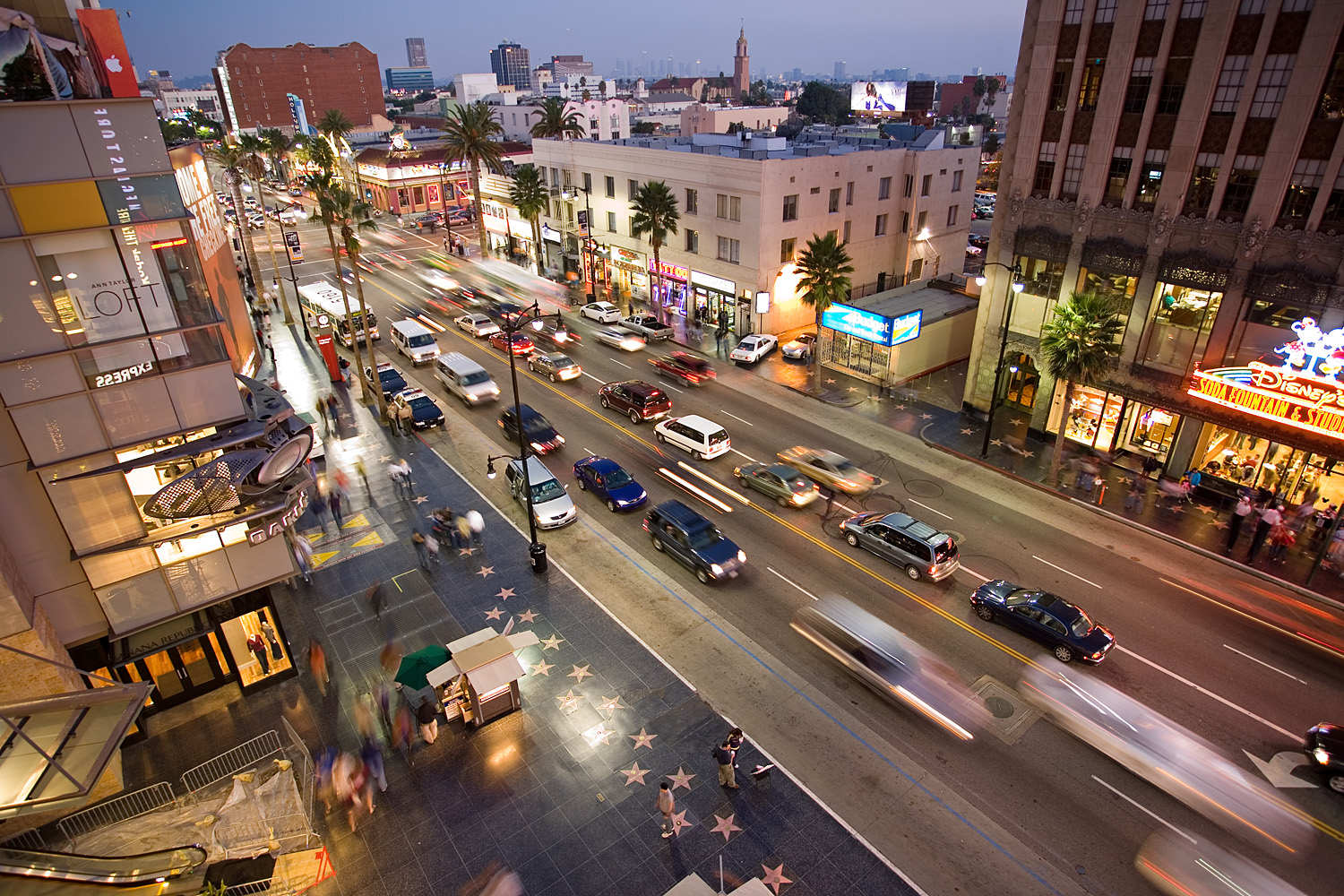
نمایی از خیابان

پیاده‌رو مشاهیر هالیوود (به انگلیسی: Hollywood Walk of Fame)، مریکا است. در این پیاده‌رو بیش از ۲٫۶۰۰ ستاره برای بازیگران، کارگردانان، موسیقی‌‌دانان، تهیه‌کنندگان، گروه‌های تئاتری و شخصیت‌های تخیلی نصب شده‌است. مدیریت این پیاده‌رو با اتاق بازرگانی هالیوود و نگهداری از آن بر عهده مجموعه‌ای به نام هالیوود هیستوریک تراست است. هر کس می‌تواند شخص دیگری (با رضایت شخص) یا خودش را نامزد دریافت ستاره کند. اگر معیارهای لازم برای داشتن ستاره (بیش از پنج سال حضور در هر عرصه، داشتن سابقه نامزدی یا دریافت جایزه مرتبط و پیشینه کار داوطلبانه/خیرخواهانه) برآورده شود، با پرداخت ۷۵٫۰۰۰ دلار به اتاق بازرگانی هالیوود، ستاره نصب می‌شود.
این خیابان همچنین از جاذبه‌های گردشگری محسوب می‌شود. طبق آمارها، در سال ۲۰۰۳ بیش از ۱۰ میلیون نفر از این پیاده‌رو بازدید کردند.

## توضیح
تا ۶ مارس ۲۰۱۴، ۲٫۵۱۸ ستاره در این پیاده‌رو نصب شده‌است. داخل این ستاره علائمی وجود دارد که هرکدام به شرح زیر است:

-  دوربین کلاسیک فیلمبرداری  که نشان‌دهندهٔ فیلم است.
-  گیرنده تلویزیونی  که نشان‌دهندهٔ پخش تلویزیونی است.
-  صفحه گرامافون که نشان‌دهندهٔ ضبط صدا یا موسیقی است.
-  میکروفون رادیو که نشان‌دهندهٔ پخش رادیویی است.
-  ماسک‌های کمدی/تراژدی که نشان‌دهندهٔ تئاتر/اجرای زنده است. (از سال ۱۹۸۴ اضافه شد)

از تمام ستاره‌ها، ۴۷٪ متعلق به صنعت سینما، ۲۴٪ تلویزیون، ۱۷٪ صوت (و موسیقی) و ۱۰٪ رادیویی است. همچنین کمتر از ۲٪ ستاره‌ها مربوط به برنامه‌های اجرای زنده است. معمولاً هر ساله حدود ۲۰ ستاره در پیاده‌روی مشاهیر هالیوود نصب می‌شود.

## تاریخچه
رئیس اسبق اتاق بازرگانی هالیوود شخصی است که ایده ساخت این مکان را مطرح کرد و از طریق سایر اعضاء، ایده وی تکمیل‌تر شد. در نهایت کمیته‌ای برای بررسی این ایده تشکیل و وظیفه توسعه آن را بر عهده یک شرکت معماری گذاشتند. در سال ۱۹۵۵ با شکل و طراحی کلی آن موافقت شده و در نهایت برنامه را در اختیار «شورای شهر لس‌آنجلس» قرار دادند.
در مورد چرایی انتخاب ستاره برای این پیاده‌رو روایت‌های مختلفی وجود دارد. به عنوان مثال یکی از این روایات اشاره می‌کند که چون هتل هالیوود که برای چندین سال در آن منطقه قرار داشت، از طرح ستاره برای طراحی داخلی‌اش استفاده می‌کرد، به همین دلیل شکل ستاره انتخاب شد. روایت دیگری اشاره می‌کند که به این دلیل که رستورانی در این منطقه، عکس افراد مشهور را در داخل قاب‌های ستاره‌ای شکل قرار می‌داد، باعث شد شکل کلی ستاره انتخاب شود.

### انتخاب افراد
تا ماه مارس دیوانه۹۵۶ نحوه رنگ‌بندی و رنگ‌های مورد استفاده در پیاده‌رو به تصویب رسید و کمیته‌ای جهت شناسایی و انتخاب ستارگان برای ساخت ستارهٔ آن‌ها تشکیل شد. این کمیته از بهار ۱۹۵۶ تا پاییز ۱۹۵۷ توانست حدود ۱٫۵۵۸ نفر از اشخاص بزرگ را در چهار موضوع فیلم، تلویزیون، صوت و رادیو انتخاب کند. در میان اسامی انتخاب شده، نام‌های مشهوری چون سیسیل دومیل، والت دیزنی، هال روچ و مک سنت قرار داشتند.
مراحل ساخت و ساز و نصب ستاره‌ها در این پیاده‌رو از سال ۱۹۵۸ شروع شد. اگرچه که گفته می‌شود جوآن وودوارد اولین کسی بود که ستاره‌اش در پیاده‌رو نصب شد، ولی در واقع چنین نیست و نصب شدن هفت ستاره طی یک پروژه، پشت سر هم و بدون اجرای مراسم برای تک‌تک ستاره‌ها انجام شد.

## اولین ایرانی
اندی مددیان اولین ایرانی است که نامش با ستاره طلایی در بین ستارگان با علامت گرامافون در تاریخ ۱۷ ژانویه ۲۰۲۰ نصب شده‌است.